# Jean Oehler
Jean A. Oehler (ur. 30 marca 1937 w Krautergersheim) – francuski polityk i samorządowiec, poseł do Parlamentu Europejskiego i Zgromadzenia Narodowego.

## Życiorys
Z zawodu ślusarz, został działaczem związków zawodowych. Zaangażował się w działalność Partii Socjalistycznej. Aktywny w lokalnym samorządzie, zajmował m.in. stanowisko radnego departamentu Dolny Ren (1979–1985), radnego (1983–1989) i zastępcy mera Strasburga (1989–2001). W 1979 wybrano go do Parlamentu Europejskiego, przystąpił do frakcji socjalistycznej. W latach 1981–1993 zasiadał w Zgromadzeniu Narodowym VII, VIII i IX kadencji, należał też do Zgromadzenia Parlamentarnego Rady Europy.
Jego syn Serge również został politykiem socjalistów.